# Willa Papirusów

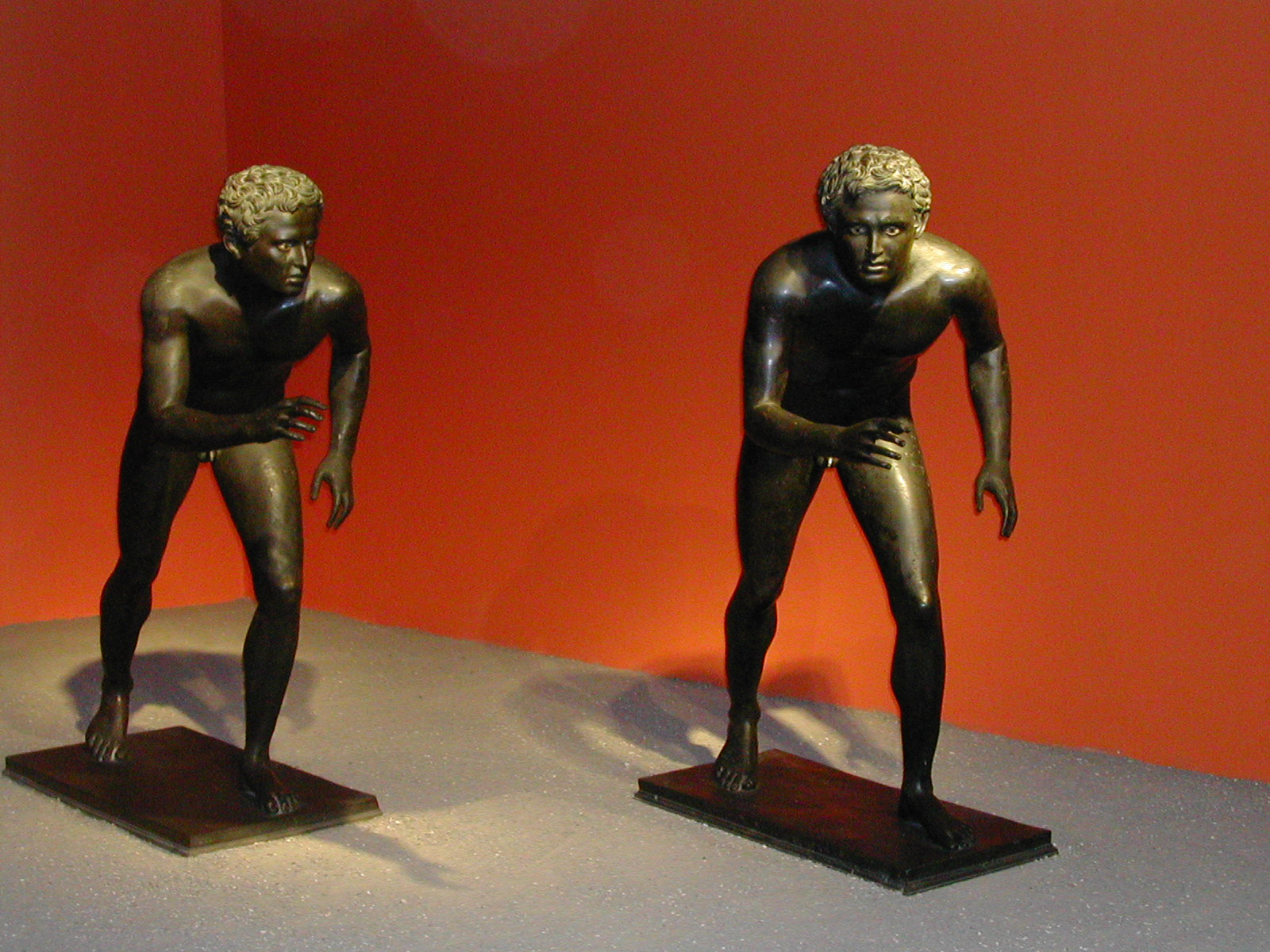
posągi odnalezione ruinach w Willi Papirusów

Willa Papirusów – podmiejska willa w Herkulanum, zasypana podczas wybuchu Wezuwiusza (79 r. n.e.); odsłonięta podczas badań archeologicznych 1711 i po 1738. Przy okazji odnaleziono bibliotekę konsula Lucjusza Kalpurniusza Pizona Cezoninusa, liczącą ponad 2 tys. papirusowych zwojów oraz rzeźby z marmuru i brązu. 
W 1974 willę zrekonstruowano w Malibu (Kalifornia).